# Rue Rémy-Dumoncel
La rue Rémy-Dumoncel est une voie du 14e arrondissement de Paris, en France.

## Situation et accès
La rue Rémy-Dumoncel est une voie publique située dans le 14e arrondissement de Paris. Elle débute au 52, rue de la Tombe-Issoire et se termine au 51, avenue du Général-Leclerc.
La rue Rémy-Dumoncel est desservie à proximité par la ligne 4 à la station Mouton-Duvernet ou Alésia, ainsi que par les lignes 4 et 6 à la station Denfert-Rochereau ou 6 à la station  Saint-Jacques.

## Origine du nom
Elle porte depuis 1946 le nom de Rémy Dumoncel, éditeur et résistant mort en déportation. Il était le directeur littéraire des éditions Tallandier qui se trouvaient alors au 15-17 de la rue (ancien n° 75 de la rue Dareau).

## Historique

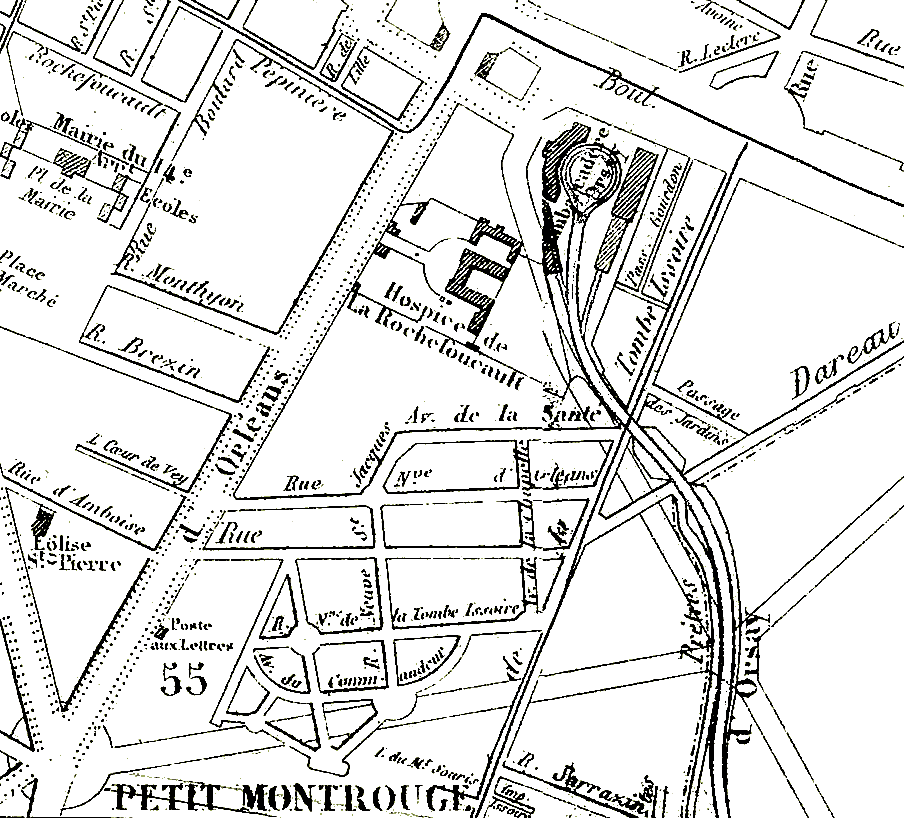
Carte du 14e arrondissement de Paris (extrait) d'Andriveau-Goujon, de 1868, sur laquelle la voie figure sous son ancienne dénomination rue Dareau.

La plaine de Montsouris est un site d'exploitation de la pierre dans des carrières souterraines depuis le XVIIe siècle. Lorsque Charles-Axel Guillaumot décide d'y aménager les catacombes dans les vides d'anciennes carrières, il n'y a pas de construction en surface. L'escalier de sortie du parcours de visite, de 1810 à 2017, se trouvait rue Rémy-Dumoncel et la galerie qui mène à l'ancienne sortie emprunte le tracé de la rue.
Un chemin existait à l'emplacement de la rue dans le prolongement de l'ancienne rue de Lourcine (actuelles rues Broca et Léon-Maurice-Nordmann) et aboutissait route d'Orléans (actuelle avenue du Général-Leclerc). 
Sur le Plan des Fiefs de la rue de la Tombe-Issoire, du Grand et Petit Montrouge dépendant de la Commanderie de St Jean de Latran en 1770, établi par Charles Magne en 1915, la voie est nommée « chemin des bœufs ».
En 1804, et alors que la voie n'était encore qu'un chemin servant à l'extraction de la pierre, la portion du chemin qui s'étendait de la route d'Orléans, actuelle avenue du Général-Leclerc, au mur des Fermiers généraux, remplacé là par le boulevard Saint-Jacques, portait le nom de « rue de la Voie-Creuse », parce que son sous-sol était sous-miné par les carrières alors au plus fort de leur exploitation puis nommé rue des Catacombes du boulevard Saint-Jacques à la route d'Orléans.
La rue fait partie du village d'Orléans, quartier d’Orléans ou quartier de la Commanderie, lotissement créé par Léopold Javal au cours des années 1830 par lotissement de terrains au sud de l'hospice de la Rochefoucauld (actuel hôpital La Rochefoucauld) entre la route d'Orléans et la rue de la Tombe Issoire situés sur le territoire de la commune de Montrouge annexée à Paris en 1860.
La rue figure sous la dénomination de « rue des Catacombes » sur le plan Andriveau-Goujon de 1846 car elle se trouve très précisément au-dessus du dédale transformé en ossuaire municipal de Paris à la fin du XVIIIe siècle.
À partir de 1858, elle est la « rue Dareau » du nom d'Alexandre Dareau, maire de Montrouge, en fonction de 1852 à 1858, sur le territoire de laquelle se trouvait alors la rue. Après l'annexion du Petit-Montrouge par la capitale, en 1860, la rue passe du territoire de Montrouge à celui de Paris.
Depuis 1946, la portion de la rue Dareau qui s'étend à l'ouest de l'avenue René-Coty porte le nom de « rue Rémy-Dumoncel ».
Le 15 mars 2015, pour commémorer les 70 ans de la mort en déportation de Rémy Dumoncel, une cérémonie est célébrée en présence de sa famille entourée des membres du comité Yad Vachem, d'élus parisiens et avonais. À cette occasion une nouvelle plaque est déposée sur la façade de l’immeuble au no 17 et le renouvellement des plaques de rue sont apposées pour rappeler que Rémy Dumoncel est reconnu Juste parmi les Nations.

## Bâtiments remarquables et lieux de mémoire
- Nos 11 : immeuble (fin XIXe siècle[9]) ; emplacement de l'ancienne forge du maréchal-ferrant Abadie dont l'enseigne se voit encore sur la façade[10].
- Nos 15 et 17 : anciens bureaux des éditions Tallandier desquelles Rémy Dumoncel était directeur littéraire.
- Nos 24 et 26 : Samuel Beckett a passé les dernières années de sa vie dans la maison de retraite située à cette adresse[11].
- No 27 (et no 64 rue Hallé) : ancienne ferme et relais de poste à l'écart de la route d'Orléans.
- No 29 : villa remarquable du début du XXe siècle[réf. nécessaire].
- No 36 : sortie des catacombes de Paris (avant qu'elle ne soit déplacée avenue René-Coty en 2017). Actuelle sortie de secours.

## Photographie
Une photo du sculpteur Alexander Calder, traversant la rue Rémy Dumoncel avec un mobile, a été prise par la cinéaste Agnès Varda, au niveau du no 13.

## Galerie

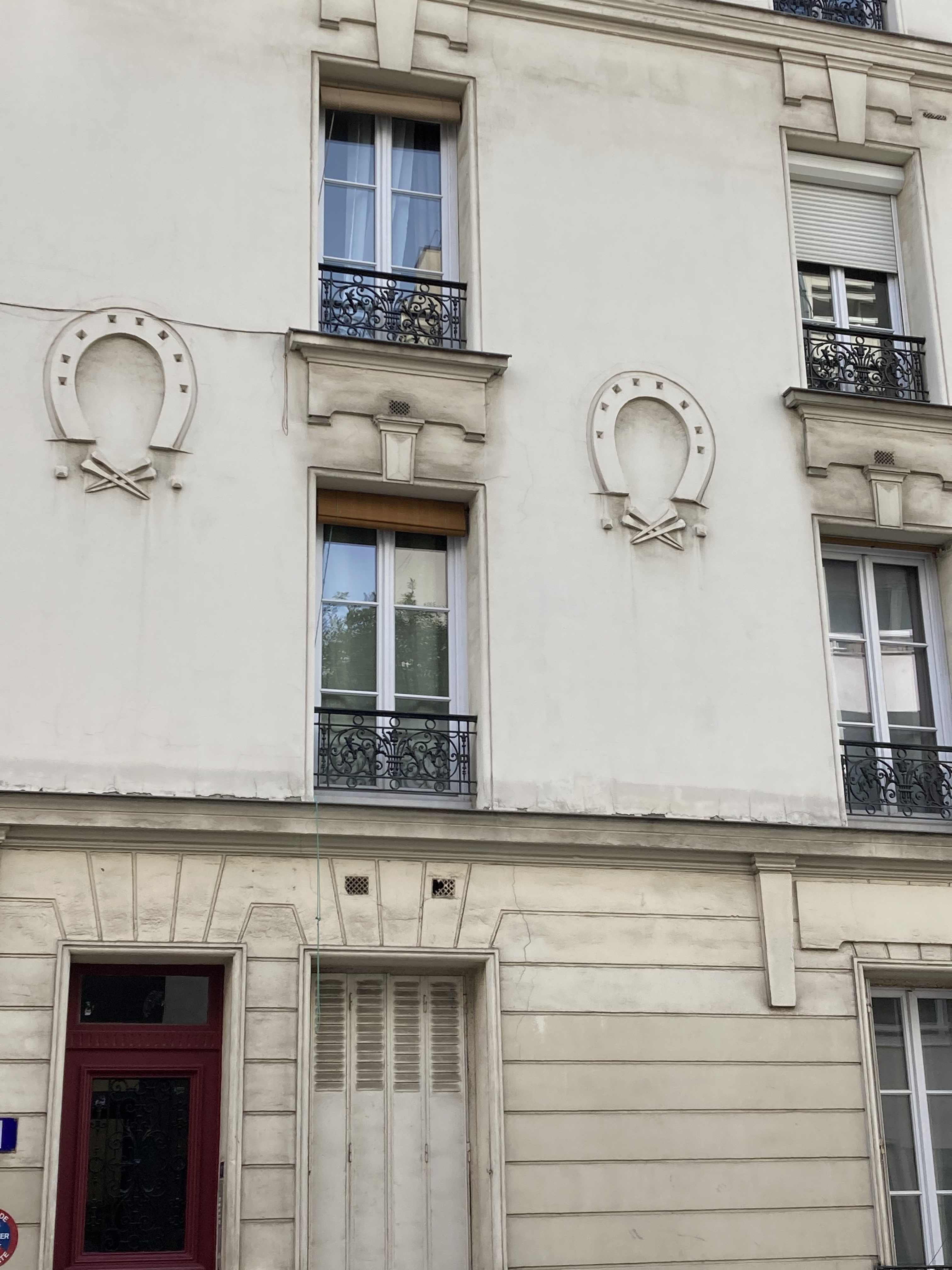
No 11 : enseigne de maréchal-ferrant.
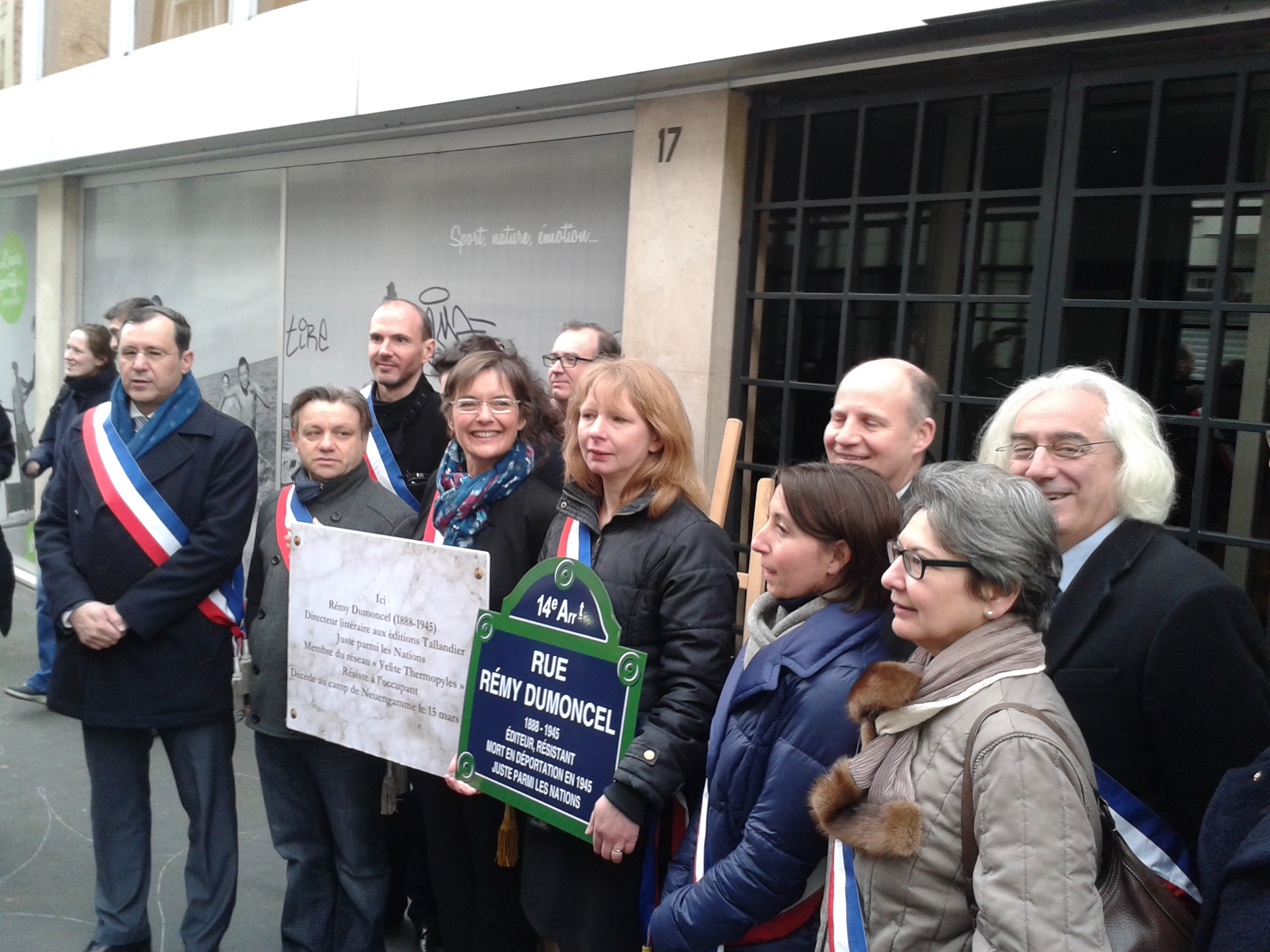
No 17 : Carine Petit, maire du 14e arrondissement, la maire d'Avon, élus et membres de la famille Dumoncel réunis pour la pose d'une plaque le 15 mars 2015.
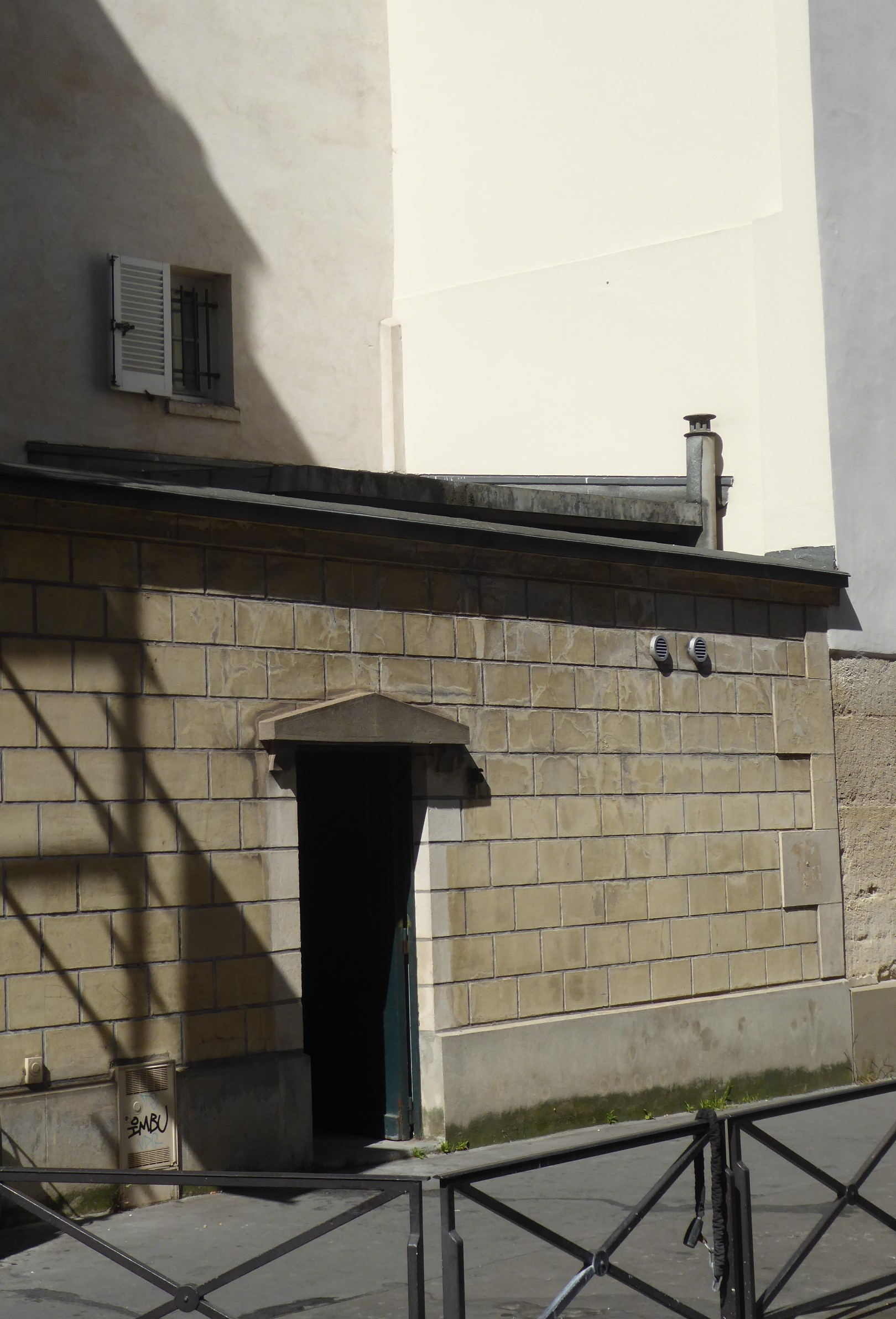
No 36 : sortie de secours des catacombes.